# 社会にドキリ
『社会にドキリ』（しゃかいにドキリ）は、NHK Eテレで2020年4月8日から放送されている小学6年社会向け学校放送番組。

## 概要
小学6年社会向けの番組としては既に、歴史分野をメインとして扱う『歴史にドキリ』が編成されているが、2020年度の学習指導要領の改訂を受けて、同番組と並存する形の公民分野対応の番組として編成され、本番組と『歴史にドキリ』をそれぞれ半年程度編成する形となった。
『歴史にドキリ』とは番組タイトルの一部を共用しているのみで直接の繋がりはないが、セットには同番組で卑弥呼に扮した中村獅童の肖像画が飾られている。

## 出演者
アッキー
演 - 中尾明慶
キリ
声 - 三瓶由布子（ナレーションを兼務）

## 放送時間
いずれも日本時間。
- 2019年度：7月26日 9:20 - 9:30（再放送：9月7日 16:15 - 16:25） - パイロット版扱いで、第1回『日本国憲法』を放送。
- 2020年・2021年度：水曜日 9:40 - 9:50
- 2022年度：水曜日 9:30 - 9:40
  - 4月から7月、翌年2月から3月の2期に分割して放送[2]。
  - 2020年度は5月20日までは毎週新作を放送したのち、5月27日 - 6月24日はそれまでの5回分をリピート放送。7月からは原則として2週おきに新作を放送。第1 - 3回は別途、4月1日 - 3日の15:30 - 15:40にも先行放送。
  - 2021年度以降は前年度のリピート放送となるが、全期間にわたり内容更新は2週おきとなる。

## 放送リスト
| 回   | サブタイトル               | 初回放送日                                    |
| 前期 | 前期                       | 前期                                          |
| ---- | -------------------------- | --------------------------------------------- |
| 1    | 日本国憲法                 | 2019年7月26日（レギュラー枠では2020年4月8日） |
| 2    | 国民主権                   | 2020年4月2日（レギュラー枠では4月15日）       |
| 3    | 平和主義                   | 2020年4月3日（レギュラー枠では4月22日）       |
| 4    | 権利と義務                 | 2020年5月13日                                 |
| 5    | 三権の役割                 | 2020年5月20日                                 |
| 6    | 災害復旧と復興             | 2020年7月1日                                  |
| 7    | 地域の開発と活性化         | 2020年7月15日                                 |
| 後期 |                            |                                               |
| 8    | 世界の国の人々             | 2021年2月3日                                  |
| 9    | 世界の国々と日本の国際協力 | 2021年2月17日                                 |
| 10   | 世界の人々とともに生きる   | 2021年3月3日                                  |